# Filmska montaža
Filmska montaža (od fr. montage - sklapanje, spajanje) je postupak odabiranja i povezivanja kadrova, spajanja nastalih sekvenci i naposljetku stvaranja cjelovitog filma. Montaža je kao umijeće pripovijedanja svojstvena samo filmu te ga odjeljuje od drugih starijih oblika umjetnosti. Vrlo često za montažu nalazimo i izraz "nevidljiva umjetnost" jer je uspješnost montažera tim veća što gledatelj nije svjestan njegova rada, nego je usredotočen na samu filmsku radnju.
U svojoj temeljnoj biti, filmska montaža je i umijeće, i tehnika, i vještina sklapanja kadrova u koherentnu cjelinu. Filmski montažer je osoba koja obavlja montažu slažući snimljeni materijal. No njegov posao nije tek mehaničko povezivanje dijelova filma, izrezivanje viškova ili montaža prizora dijaloga. Montažer mora upotrijebiti svoju kreativnost kako bi uskladio sliku, priču, dijaloge, glazbu i glumačku izvedbu u jednu koheziju, pa kažemo da on ima dinamičku ulogu u procesu stvaranja filma.
Montažeri slike su se nekada bavili samo slikom, dok su montažeri zvuka, glazbe i vizualnih efekata bili više vezani uz druga usmjerenja. S napretkom digitalne montaže su pak filmski montažeri, zajedno sa svojim asistentima, postali odgovorni za više područja rada na filmu koja nisu izvorno njihova. Danas je uobičajeno da montažer ubacuje glazbu, preslaguje vizualne i zvučne efekte. Obično se radi o privremenim umetcima koje specijalizirani timovi kasnije zamjenjuju rafiniranim elementima.
Filmska montaža se kao umjetnost može koristiti na raznovrsne načine. Ona, između ostaloga, može biti osjetno provokativna, može biti laboratorij eksperimentalnog filma, može iz glumca izvući potpuni emocionalni naboj, može promijeniti točku gledišta za dati događaj, može voditi fabulu ili joj diktirati ritam, zatim stvoriti iluziju opasnosti kada je nema, a čak može uspostaviti podsvijesnu vezu s gledateljem.

## Vanjske poveznice
Ostali projekti
|  | Zajednički poslužitelj ima još gradiva o temi Filmska montaža |

Mrežna mjesta
- montaža  Arhivirana inačica izvorne stranice od 12. prosinca 2017. (Wayback Machine), Leksikon radija i televizije
- Noël Carroll, Prema teoriji filmske montaže (1979.)